# .il
A .il Izrael internetes legfelső szintű tartomány kódja. Karbantartásáért az Izraeli Internetszövetség felelős. Ez a harmadik legrégebbi országkód. 1985. október 24-én regisztráltatták, a .us és a .uk után.
Nyolc második szintű tartomány van. Ezek:
- .ac.il: egyetemi szervezetek
- .co.il: kereskedelmi szervezetek
- .org.il: nem-kereskedelmi szervezetek
- .net.il: internetszolgáltatók
- .k12.il iskolák és óvodák
- .gov.il: kormányzati oldalak
- .muni.il: helyi önkormányzatok
- .idf.il: Izraeli Védelmi Erők